# Fudžieda
Fudžieda (japonsky 藤枝市) je město v prefektuře Šizuoce v Japonsku. K roku 2019 mělo přes 141 tisíc obyvatel.

## Poloha a doprava
Fudžieda leží ve vnitrozemí nedaleko jihovýchodní pobřeží Honšú, největšího japonského ostrova. Nachází se jihozápadně od Šizuoky a severovýchodně od Hamamacu.
Město má stanici na železniční trati Tokio – Kóbe, na které provozuje dopravu Středojaponská železniční společnost.

## Dějiny
V období Edo zde byla poštovní stanice na důležité trase Tókaidó mezi Edem (pozdější Tokio) a Kjótem.
Současný status získala Fudžieda 31. března 1954, kdy byla sloučena s městem Aodžimou (青島町) a dalšími obcemi.

### Rodáci
- Makoto Hasebe (* 1984), fotbalista
- Kunio Ogawa (1927–2008), spisovatel